# Lone Smidt Nielsen
Lone Smidt Nielsen (* 1. Januar 1961 in Vejle als Lone Hansen) ist eine ehemalige dänische Fußballspielerin. Die Spielerin bestritt in der Zeit von 1977 bis 1988 57 Länderspiele für die A-Nationalmannschaft, in denen sie 22 Tore erzielte. Von 1982 bis 1994 war sie Rekordtorschützin sowie Rekordnationalspielerin Dänemarks. Sie war die erste Spielerin, die 50 Länderspiele in Folge bestritt und galt in den 1970er und 1980er Jahren als beste Spielerin der Welt. Im Jahr 1990, im Alter von 29 Jahren, beendete sie ihre Spielerkarriere.

## Karriere

### Vereine
Lone wurde im Alter von 13 Jahren als talentierteste Spielerin bei Hover IF, einem Verein in einem Vorort ihres Geburtsortes Vejle, entdeckt. Mit 15 Jahren wechselte sie in die Nachbarschaft zum Kolding Boldklub und zwei Jahre später zum Boldklubben 1909 nach Odense auf Fünen, dem seinerzeit dominierenden Verein im dänischen Frauenfußball. Für zwei Jahre hielt sie sich in Italien auf und spielte – gemeinsam mit Carolina Morace – zunächst für den Erstligisten A.C.F. Sanitas Trani 80, der sich ein Jahr später A.C.F. Despar Trani 80 nannte. In diesem beiden Jahren gewann sie jeweils die Scudetto, die italienische Meisterschaft. Im Jahr 1987 nach Dänemark zurückgekehrt, spielte sie noch einmal für Boldklubben 1909, bevor sie am Ende der Spielzeit 1990 ihre Spielerkarriere beendete.

### Nationalmannschaft
Im Jahr 1977 nahm sie am Turnier um die Nordische Meisterschaft teil und debütierte am 9. Juli im Alter von 16 Jahren für die A-Nationalmannschaft Dänemarks, die in Mariehamn die Begegnung mit der Nationalmannschaft Schwedens mit 0:1 verlor. Sie war dann sofort Stammspielerin und wurde auch in den nächsten 50 Spielen eingesetzt, darunter in 16 weiteren Spielen bei den jährlichen Nordischen Meisterschaften, bis diese nach dem letzten Sieg der Däninnen 1982 eingestellt wurden. Drei Monate nach ihrem ersten Spiel erzielte sie in ihrem dritten Spiel mit ihrem ersten Länderspieltor den 1:0-Siegtreffer im Spiel gegen die Nationalmannschaft der Niederlande. 1979 nahm sie mit den Däninnen an der inoffiziellen Europameisterschaft in Italien teil, bei der die Däninnen den Titel durch ein 2:0 im Finale gegen Gastgeber Italien gewannen, wobei ihr das erste Tor gelang. Mit dem 1:0-Siegtor über die Nationalmannschaft Finnlands am 16. Juli 1982 – im Turnier um die Nordische Meisterschaft – löste sie mit ihrem 12. Länderspieltor Susanne Niemann als Rekordtorschützin ab. Sie steigerte bis zum Ende ihrer Karriere den Rekord auf 22 Tore und blieb damit bis zum 15. Juni 1994 Rekordtorschützin. Dann wurde sie von Helle Jensen abgelöst. Drei Monate nach dem letzten, im Jahr 1982 ausgetragenen Turnier um die Nordische Meisterschaft begann die Qualifikation für die erste offizielle Fußball-Europameisterschaft der Frauen 1984. Die Däninnen erreichten das im April 1984 ausgespielte Halbfinale. In Hin- und Rückspiel trafen sie auf die Nationalmannschaft Englands und verloren beide Spiele. Im August 1985 konnten sie sich zwar bei der Mundialito gegen die Engländerinnen im Gruppenspiel revanchieren, letztlich gewannen die Engländerinnen aber das Turnier und die Däninnen wurden Dritte, wobei sie im Spiel um Platz 3 gegen die US-amerikanische Nationalmannschaft den 1:0-Siegtreffer erzielte.
Nach ihrem 51. Spiel am 3. Mai 1986 folgte für sie aufgrund einer Schwangerschaft eine Länderspielpause von zwei Jahren bis zum Mai 1988, in der sie in sieben Spielen nicht mitwirkte. 1988 kam sie dann noch zu sechs Einsätzen. Ihr letztes Spiel war das Viertelfinalrückspiel am 26. Oktober 1988 gegen Schweden in der Qualifikation für die EM 1989, das 1:1 endete. Da die Däninnen aber das Hinspiel im heimischen Odense mit 1:5 verloren hatten, wobei sie ihr letztes Länderspieltor erzielt hatte, schieden die Däninnen aus. Mit 57 Länderspielen blieb sie bis zum 13. März 1994 Rekordnationalspielerin und wurde dann von Lotte Bagge abgelöst, die den Rekord auf 63 Spiele steigerte.

## Trainerin
Nach ihrer aktiven Zeit arbeitete sie als Trainerin insbesondere im Juniorinnenbereich, so bis 1996 für die dänische U18-Mannschaft.

## Sonstiges
Ihre 1994 geborene Tochter Karoline Smidt Nielsen ist ebenfalls Fußballspielerin und bestritt zwischen 2012 und 2014 17 Länderspiele für Dänemark.

## Erfolge
Nationalmannschaft
- Dritter Mundialito 1985 (internationales Einladungsturnier)

Vereine
- Italienischer Meister 1985, 1986 (mit A.C.F. Sanitas Trani 80 und A.C.F. Despar Trani 80)
- Torschützenkönigin Nordische Fußballmeisterschaft 1979, 1982

## Auszeichnungen
- Beste Spielerin des Internationalen Frauen-Hallenfußball-Turniers 1982, 1983
- Gewinner der Wahl Fußballerin des Jahrhunderts in Dänemark 2015
- Aufnahme in die Hall of Fame des dänischen Fußballs (gemeinsam mit Susanne Augustesen als erste Frauen) 2016[7]